# BOB (datorspel)
BOB, även känt som Space Funky BOB, är ett sidscrollande datorspel från 1993.
I augusti 2006 meddelade GameSpot att EA skulle överföra spelet till Playstation Portable som en del av EA Replay. Det släpptes i Nordamerika den 7 november 2006.

## Handling
Tonårsroboten BOB, med flickvännen, kraschar med sin pappas farkost. Han måste ta sig genom spelets alla banor. Som vapen har han, förutom en strålpistol med begränsat antal skott, även sin knyvnäve.

### Fotnoter
1. ↑  Sinclair, Brendan (31 augusti 2006). ”EA confirms retro Replay”. News. Gamespot. http://www.gamespot.com/news/6156902.html. Läst 1 juli 2010.
2. ↑  ”BOB” (på svenska). Nintendomagasinet (Kungsbacka: Atlantic) (7-8 1993):  sid. 5 (Power Player). juli-augusti 1993. Läst 21 april 2014.